# Strażnica WOP Piaski
Strażnica WOP Tolkmicko/Kąty/Piaski – podstawowy pododdział graniczny Wojsk Ochrony Pogranicza pełniący służbę ochronną na granicy morskiej.

## Formowanie i zmiany organizacyjne
Strażnica została sformowana w 1945  w strukturze 21 komendy odcinka Elbląg jako 104 strażnica WOP (Tolkmit) o stanie 56 żołnierzy. Kierownictwo strażnicy stanowili: komendant strażnicy, zastępca komendanta do spraw polityczno-wychowawczych i zastępca do spraw zwiadu. Strażnica składała się z dwóch drużyn strzeleckich, drużyny fizylierów, drużyny łączności i gospodarczej. Etat przewidywał także instruktora do tresury psów służbowych oraz instruktora sanitarnego. Sformowane strażnice morskiego oddziału OP nie przystąpiły bezpośrednio do objęcia ochrony granicy morskiej. Odcinek dawnej granicy polsko-niemieckiej sprzed 1939  od Piaśnicy, aż do lewego styku z 4 Oddziałem OP ochraniany był przez radziecką straż graniczną wydzieloną ze składu wojsk marszałka Rokossowskiego. Pozostały odcinek granicy od rzeki Piaśnica, aż po granicę z ZSRR zabezpieczała Morska Milicja Obywatelska.
W styczniu 1949 strażnicę nr 104 przeniesiono z Tolkmicka do m. Kąty Rybackie, a 9.08.1949 do m. Piaski.
Od 15 marca 1954 wprowadzono nową numerację strażnic. Strażnica Piaski II kategorii otrzymała numer 101.
Z dniem 20 października 1955 g. 20:00 rozformowano czasowo 101 strażnicę WOP Piaski. Zadania operacyjne rozformowanej strażnicy przekazano 100 strażnicy WOP Krynica Morska. Stan ten ostatecznie zatwierdzony został w  następnym.

## Ochrona granicy
Strażnice sąsiednie:
103 strażnica WOP Elbląg ⇔105 strażnica WOP Neukrug - 1946

## Dowódcy strażnicy
- por. Jan Tran (był 10.1946)[e].
- st. sierż. Stefan Biernacki (?-1952)
- chor. Lucjan Trochimiuk (?-1954)
- kpt. Żołkowski - rozkaz o wyznaczeniu został anulowany